# Municipio de Cold Spring (Misuri)
El municipio de Cold Spring (en inglés: Cold Spring Township) es un municipio ubicado en el condado de Phelps en el estado estadounidense de Misuri. En el año 2010 tenía una población de 2174 habitantes y una densidad poblacional de 11,42 personas por km².

## Geografía
El municipio de Cold Spring se encuentra ubicado en las coordenadas 37°50′25″N 91°45′36″O / 37.84028, -91.76000. Según la Oficina del Censo de los Estados Unidos, el municipio tiene una superficie total de 190.3 km², de la cual 189.98 km² corresponden a tierra firme y (0.17%) 0.32 km² es agua.

## Demografía
Según el censo de 2010, había 2174 personas residiendo en el municipio de Cold Spring. La densidad de población era de 11,42 hab./km². De los 2174 habitantes, el municipio de Cold Spring estaba compuesto por el 95.91% blancos, el 0.23% eran afroamericanos, el 1.61% eran amerindios, el 0.14% eran asiáticos, el 0.37% eran isleños del Pacífico, el 0.28% eran de otras razas y el 1.47% pertenecían a dos o más razas. Del total de la población el 1.66% eran hispanos o latinos de cualquier raza.